# Луцик Олександр Дмитрович
Олександр Дмитрович Луцик (нар. 2 травня 1954, м. Львів) — український науковець, доктор медичних наук, професор, завідувач кафедри гістолоґії та ембріолоґії Львівського національного медичного університету імені Данила Галицького, лауреат Державної премії України в галузі науки і техніки.

## Життєпис
У 1977 році закінчив медичний факультет Львівського державного медичного інституту (тепер Львівський національний медичний університет імені Данила Галицького). 
Працював лікарем-інтерном відділу анестезіолоґії та реаніматолоґії Львівської обласної клінічної лікарні (1977–1978); молодшим науковим співпрацівником Львівського НДІ туберкульозу (1978–1980); асистентом (1980–1988), доцентом (1988–1989), завідувачем (з 1989 р.) кафедри гістолоґії, цитолоґії та ембріолоґії, проректор з міжнародних зв'язків (1997–2000), проректором з наукової роботи (2000– 2014) Львівського національного медичного університету імені Данила Галицького. 
Стажувався у 1-му Московському медичному інституті імені Івана Сєченова (1985), у медичній школі університету Індіани (м. Гері, США, 1994—1995), у Національній медичній академії післядипломної освіти імені Платона Шупика (м. Київ, 2000, 2010). 
Кандидат медичних наук (1979), доцент (1989), доктор медичних наук (1989), професор (1992). Підготував 3 кандидатів, 2 докторів наук.

## Новаторство
О. Д. Луцик — співавтор першого й дотепер єдиного в Україні підручника з гістолоґії, цитолоґії та ембріолоґії для студентів медичних університетів і академій. Книга вийшла друком 1992 р.; відзначена Державною премією України в галузі науки і техніки (1994); витримала чотири перевидання (1993, 2003, 2010, 2013); перекладена російською мовою (2013).  Співавтор перекладу українською мовою Міжнародної гістолоґічної термінолоґії (видання 1993, 2001, 2010 рр.), Медичного ілюстрованого словника Дорланда (видання 2003, 2007 рр.), «Медичної ембріолоґії» Ланґмана (2001), «Анатомії людини» Неттера (2004, 2009), Фізіолоґії людини Ганонґа (2002), атласу «Людина» Т. Сміта (2000, 2002) та ін.
Одним із перших в Україні й на теренах колишнього СРСР почав використовувати лектини як реаґенти для гістохімічних досліджень (1974). У 1989 році на базі кафедри гістолоґії та ембріолоґії ЛНМУ орґанізував першу в Радянському Союзі лабораторію лектинової гістохімії, де впродовж наступних 25 років пройшли стажування чимало морфолоґів з України та Росії. З використанням очищених у лабораторії лектинів за цей час захищено близько 30 кандидатських і докторських дисертацій. Нині лабораторія є єдиною в Україні, де здійснюють очищення, характеристику та апробацію в гістохімії нових і конвенційних лектинів із сировини з Карпатського реґіону. Результати власних досліджень науковця узагальнені у моноґрафіях «Лектини» (1980) та «Лектини в гістохімії» (1989).

## Наукові праці
Як член ректорату опрацьовував питання історії Львівського медичного університету, зокрема, його австрійського періоду (1784–1918). Підсумком цих пошуків стали два видання книги «Професори Львівського національного медичного університету імені Данила Галицького» (2006, 2009), низка гасел у Енциклопедії сучасної України (2001–2013), Енциклопедії Львова (2010, 2012), Енциклопедії Львівського національного університету імені Івана Франка (2011), Австрійській біоґрафічній енциклопедії (2012, 2013), низка статей у наукових часописах.
Автор понад 300 наукових і навчально-методичних праць. Основні з них: 
- The toxicity and antitumor activity of three individual fractions of lectins from Ricinus communis seeds // Neoplasma. — 1977. — № 3 (у співавт.);
- «Исследование биологической активности и аспекты практического применения гемагглютининов клещевины обыкновенной» (канд. дис.). — Львів, 1979;
- «Лектини» (монографія). — Львів: Вища школа, 1981 (у співавт.);
- «Лектины в гистохимии» (монографія). — Львів: Вища школа, 1989 (у співавт.);
- «Рецепторы лектинов в морфогистохимической характеристике органов и тканей» (докт. дис.). — Львів, 1989;
- «Гістологія людини» (підручник). — Львів; Київ, 1992; 1993; 2003; 2010; 2013 (2 вид.) (у співавт.);
- «Гетерогенність деяких клітинних популяцій щура, виявлена методами лектиногістохімії» // Acta Med Leopol. — 1997. — № 1—2 (у співавт.);
- «Атлас мікроанатомії органів ротової порожнини». — Львів: ВД «Наутілус», 1999 (у співавт.);
- «Міжнародна гістологічна номенклатура/термінологія». — Львів; Київ, 1993; 2001, 2010 (3 вид.) (у співавт.);
- Cellular heterogeneity of rat vascular endothelium as detected by HPA and GS I lectin-gold probes // Med. Sci Monit. — 2001. — № 7 (у співавт.);
- «Австрійський період в історії Львівського національного медичного університету імені Данила Галицького» // Acta Med. Leopol. — 2007. — № 3 (у співавт.);
- «Професори Львівського національного медичного університету імені Данила Галицького: 1784–2009» (моноґрафія). — Львів: ВД «Наутілус», 2009 (у співавт.);
- Structural, functional, and lectin histochemical characteristics of rat ovaries and endometrium in experimental hyper- and hypothyroidism // Folia Histochem. Cytobiol. — 2012. — № 3 (у співавт.);
- Diabetic alteration versus postnatal maturation of rat kidney glycoconjugates: comparative detection by lectin probes // Folia Histochem. Cytobiol. — 2013. — № 1 (у співавт.);
- Szymonowicz Wladyslaw. Österreichisches biographisches Lexikon 1815–1950 // Herausgegeben von der österreichischen Akademie der Wissenschaften. — 2013. — 64 Lieferung: 180 (у співавт.)* [2].

## Відзнаки
- Лауреат державної премії України в галузі науки і техніки 1994 року.
- У 1999 році відзначений нагородою Ярослава Мудрого АН ВШ України.